# Bankdrukken op de Paralympische Zomerspelen 2004
Op de XIIe Paralympische Spelen die in 2004 werden gehouden in het Griekse Athene was bankdrukken een van de 19 sporten die werden beoefend tijdens deze spelen.
Voor België en Nederland waren er geen sporters aanwezig tijdens dit paralympische toernooi.

## Evenementen
Er stonden twintig evenementen op het programma, tien voor de mannen en tien voor de vrouwen.
Mannen
- tot 48 kg
- tot 52 kg
- tot 56 kg
- tot 60 kg
- tot 67.5 kg
- tot 75 kg
- tot 82.5 kg
- tot 90 kg
- tot 100 kg
- boven 100 kg

Vrouwen
- tot 40 kg
- tot 44 kg
- tot 48 kg
- tot 52 kg
- tot 56 kg
- tot 60 kg
- tot 67.5 kg
- tot 75 kg
- tot 82.5 kg
- boven 82.5 kg

## Mannen
| Klasse      | gewicht | land | Goud                   | land | Zilver              | land | Brons                     |
| ----------- | ------- | ---- | ---------------------- | ---- | ------------------- | ---- | ------------------------- |
| tot 48 kg   | 167.5   | IRI  | Morteza Dashti         | THA  | Thongsa Marasri     | NGR  | Ruel Ishaku               |
| tot 52 kg   | 177.5   | EGY  | Osama El Serngawy      | CHN  | Guo Jing Wu         | IRI  | Gholamhossein Chaltoukkar |
| tot 56 kg   | 185     | CHN  | Jian Wang              | EGY  | Gomma G. Ahmed      | IND  | Rajinder Singh Rahelu     |
| tot 60 kg   | 197.5   | EGY  | Shaban Ibrahim         | KOR  | Keum Jong Jung      | CHN  | Jian Yu                   |
| tot 67.5 kg | 212.5   | EGY  | Metwaly Mathna         | CHN  | Mao Shun Wu         | IRI  | Hamzeh Mohammadi          |
| tot 75 kg   | 225     | CHN  | Hai Dong Zhang         | EGY  | El Sayed Abd El Aal | IRI  | Reza Boromand Gharehlar   |
| tot 82.5 kg | 217.5   | UAE  | Mohammed Khamis Khalaf | EGY  | Mostafa Hamed       | IRQ  | Thaair Hussin             |
| tot 90 kg   | 240     | KOR  | Jong Chul Park         | POL  | Ryszard Rogala      | CHN  | Ya Dong Wu                |
| tot 100 kg  | 242.5   | IRI  | Kazem Rajabigolojeh    | NGR  | Solomon Amarakuo    | CHN  | Bing Li                   |
| over 100 kg | 237.5   | IRQ  | Faris Abed             | AUS  | Darren Gardiner     | HUN  | Csaba Szavai              |

## Vrouwen
| Klasse       | gewicht | land | Goud              | land | Zilver                   | land | Brons                   |
| ------------ | ------- | ---- | ----------------- | ---- | ------------------------ | ---- | ----------------------- |
| tot 40 kg    | 105     | UKR  | Lidiya Solovyova  | NGR  | Ijeoma John              | MEX  | Laura Cerero Gabriel    |
| tot 44 kg    | 127.5   | NGR  | Lucy Ejike        | EGY  | Gihan El Aziz Baioumy    | CHN  | Cui Juan Xiao           |
| tot 48 kg    | 118     | CHN  | Jian Xin Bian     | MEX  | Amalia Perez Vazquez     | UKR  | Olena Kiseolar          |
| tot 52 kg    | 127.5   | RUS  | Tamara Podpalnaya | EGY  | Abir Nail                | CHN  | Yan Yang                |
| tot 56 kg    | 127.5   | EGY  | Fatma Omar        | NGR  | Aghimile Patience Igbiti | CHN  | Zhenling Huo            |
| tot 60 kg    | 132.5   | CHN  | Taoying Fu        | FRA  | Souhad Ghazouani         | EGY  | Amany Aly               |
| tot 67.5 kg  | 142.5   | EGY  | Heba Ahmed        | CHN  | Li Ping Zhang            | MEX  | Catalina Diaz Vilchis   |
| tot 75 kg    | 137.5   | TPE  | Tzu Hui Lin       | CHN  | Mingxia Zhu              | NGR  | Kike Adedeji Ogunbamowo |
| tot 82.5 kg  | 130     | GBR  | Emma Brown        | FRA  | Carine Burgy             | EGY  | Hend Abd Elaty          |
| over 82.5 kg | 160     | CHN  | Rui Fang Li       | EGY  | Nadia Fekry              | NGR  | Grace Anozie            |

Atletiek · Bankdrukken · Basketbal · Blindenvoetbal · Boogschieten · Boccia · CP-voetbal · Goalball · Judo · Paardensport · Rugby · Schermen · Schietsport · Tafeltennis · Tennis · Volleybal · Wielersport · Zeilen · Zwemmen
New York & Stoke Mandeville 1984 ·
Seoel 1988 ·
Barcelona 1992 ·
Atlanta 1996 ·
Sydney 2000 ·
Athene 2004 ·
Peking 2008 ·
Londen 2012 ·
Rio de Janeiro 2016 ·
Tokio 2020 ·
Parijs 2024 ·
Los Angeles 2028